# كبريان
كبريان (Πατριάρχης Κυπριανός) بطريرك الإسكندرية للروم الأرثوذكس من 1766 الي 1783. ولد في قبرص ، وعين مساعدا لبطريرك القسطنطينية كيرلس الخامس من عام (1748-1757). في بداية عام 1761 في القسطنطينية ، انتخب كبريان خلفًا لرئيس أساقفة قبرص بايسيوس (1759-1766) ، الذي غادر الجزيرة. فضل كبريان الا تكون رسامته في القسطنطينية ، بل في قبرص ، وفقًا للتقاليد القبرصية في الفترة البيزنطية ، تم عزله من منصبه في يوليو 1762 . وبعد ذلك تم قبول كبريان للخدمة في كنيسة الإسكندرية للروم الأرثوذكس ، حيث حصل على الرسامة الكهنوتية ولقب أرشمندريت. أرسل سلفه بطريرك الإسكندرية ماثيو بسالتيس (1746-1766) ، أثناء وجوده في القسطنطينية ، رسالة إلى مصر أعلن فيها عن نيته التنازل عن الكرسي بسبب ضعفه الجسدي وأشار إلى الأرشمندريت كبريان كخليفة له . في 9 يوليو 1766 تمت الموافقة وعين بطريرك الإسكندرية للروم الأرثوذكس في القسطنطينية . أعلن البطريرك كبريان انتخابه في رسالة محلية بتاريخ 12 يوليو 1766 ، وفي 24 أكتوبر من نفس العام وصل إلى مصر. أهتم بترميم المدرسة اليونانية في القاهرة ودير الشهيد جورج بالقاهرة القديمة ودير القديس سابا في الإسكندرية.
غاب البطريرك كبريان ، مثل غيره من بطاركة كنيسة الإسكندرية للروم الأرثوذكس في تلك الفترة ، عن مصر لفترة طويلة ، وبالتالي لم يكن هناك من يرسم رجال دين جددًا . ولذلك بارك البطريرك كبريان رئيس أساقفة سيناء ليرسم كهنة وشمامسة مكانه ، ثم رُسِّم مطران ليبيا لحل المسائل الإدارية. [بحاجة لمصدر]